# 24208 Stelguerrero
24208 Stelguerrero è un asteroide della fascia principale. Scoperto nel 1999, presenta un'orbita caratterizzata da un semiasse maggiore pari a 2,7223035 UA e da un'eccentricità di 0,1374398, inclinata di 1,58821° rispetto all'eclittica.